# Xiang'an
Xiang'an léase Siáng-An (en chino: 翔安区, pinyin: Xiáng'ān Qū) es una ciudad-distrito bajo la administración directa de la Ciudad subprovincial de Xiamen. Se ubica al sur de Tong'an, al oeste de Jimei y al norte de la isla Xiamen, al sur de la provincia de Fujian, suroeste de la República Popular China. Su área es de 352 km² a 1/2 metro sobre el nivel del mar y su población es de 304 333 (2007).

## Administración
Desde el 26 de abril de 2003 el distrito de Xiang'an se divide en 1 subdistritos y 4 poblado:
- Xindian (新店镇)
- Xinxu (新圩镇)
- Maxiang (马巷镇)
- Neicuo (内厝镇)
- Subdistrito Dadeng (大嶝镇)

## Clima
Debido a su posición geográfica, los patrones climáticos en la siguiente tabla son los mismos de Xiamen.
| Parámetros climáticos promedio de Xiang'an  | Parámetros climáticos promedio de Xiang'an | Parámetros climáticos promedio de Xiang'an | Parámetros climáticos promedio de Xiang'an | Parámetros climáticos promedio de Xiang'an | Parámetros climáticos promedio de Xiang'an | Parámetros climáticos promedio de Xiang'an | Parámetros climáticos promedio de Xiang'an | Parámetros climáticos promedio de Xiang'an | Parámetros climáticos promedio de Xiang'an | Parámetros climáticos promedio de Xiang'an | Parámetros climáticos promedio de Xiang'an | Parámetros climáticos promedio de Xiang'an | Parámetros climáticos promedio de Xiang'an |
| Mes                                         | Ene.                                       | Feb.                                       | Mar.                                       | Abr.                                       | May.                                       | Jun.                                       | Jul.                                       | Ago.                                       | Sep.                                       | Oct.                                       | Nov.                                       | Dic.                                       | Anual                                      |
| ------------------------------------------- | ------------------------------------------ | ------------------------------------------ | ------------------------------------------ | ------------------------------------------ | ------------------------------------------ | ------------------------------------------ | ------------------------------------------ | ------------------------------------------ | ------------------------------------------ | ------------------------------------------ | ------------------------------------------ | ------------------------------------------ | ------------------------------------------ |
| Temp. máx. media (°C)                       | 17.0                                       | 16.6                                       | 18.8                                       | 23.1                                       | 26.6                                       | 29.5                                       | 32.0                                       | 31.8                                       | 30.0                                       | 27.4                                       | 23.6                                       | 19.2                                       | 24.6                                       |
| Temp. mín. media (°C)                       | 9.7                                        | 9.8                                        | 11.8                                       | 15.9                                       | 19.9                                       | 23.3                                       | 25.0                                       | 24.8                                       | 23.3                                       | 20.3                                       | 16.2                                       | 11.7                                       | 17.6                                       |
| Lluvias (mm)                                | 34.2                                       | 99.4                                       | 125.2                                      | 157.0                                      | 161.8                                      | 187.2                                      | 138.4                                      | 209.0                                      | 141.4                                      | 36.2                                       | 31.1                                       | 28.2                                       | 1349.1                                     |
| Días de lluvias (≥ 0.1 mm)                  | 7.1                                        | 12.0                                       | 15.4                                       | 14.6                                       | 15.2                                       | 14.8                                       | 9.9                                        | 10.9                                       | 9.0                                        | 3.2                                        | 4.0                                        | 4.9                                        | 121.0                                      |
| Horas de sol                                | 133.3                                      | 88.3                                       | 89.6                                       | 105.6                                      | 132.6                                      | 163.8                                      | 234.6                                      | 211.6                                      | 178.9                                      | 188.4                                      | 163.0                                      | 163.5                                      | 1853.2                                     |
| Humedad relativa (%)                        | 75                                         | 80                                         | 83                                         | 82                                         | 84                                         | 86                                         | 82                                         | 82                                         | 78                                         | 71                                         | 70                                         | 70                                         | 78.6                                       |
| Fuente: China Meteorological Administration |                                            |                                            |                                            |                                            |                                            |                                            |                                            |                                            |                                            |                                            |                                            |                                            |                                            |